# Dimo Angelov Tonchev
Dimo Angelov Tonchev (em búlgaro:  Димо Ангелов Тончев, nascido em 27 de dezembro de 1952) é um ex-ciclista olímpico búlgaro. Representou sua nação nos Jogos Olímpicos de Verão de 1972 e 1976.